# Daisuke Takahashi
Pour les articles homonymes, voir Takahashi.
Daisuke Takahashi (髙橋 大輔, Takahashi Daisuke), né le 16 mars 1986 à Okayama, est le premier patineur artistique japonais ayant été médaillé de bronze aux Jeux olympiques en 2010. Il a également été sacré champion du monde en 2010 à Turin.
Outre ce titre majeur, il est aussi double vice-champion du monde (2007 et 2012), double champion des Quatre continents (2008-2011) et champion du monde junior (2002).

## Biographie

### Carrière sportive
Takahashi a commencé le patinage artistique à l'âge de 8 ans. Il a connu une excellente carrière au niveau junior. Il a remporté le titre de champion du monde junior en 2002, alors qu'il s'agissait de sa première participation à ce championnat.
La saison suivante, il devint senior et Takahashi a commencé à éprouver des ennuis avec la constance. Il fut envoyé aux championnats du monde en 2005, qui était l'événement qui détermina le nombre de places pour les Jeux olympiques de 2006. Alors que Takeshi Honda dut déclarer forfait à la suite d'une blessure faite lors de la ronde de qualification, il incomba à Takahashi d'obtenir le maximum de places pour l'équipe masculine japonaise de patinage artistique. La tâche fut énorme, et Takahashi ne put supporter la pression. Il termina 15e et le Japon n'eut qu'une seule place pour les Jeux olympiques.
Durant la saison olympique 2005-2006, Takahashi vit l'émergence d'un nouvel compétiteur en Nobunari Oda. Takahashi et Oda, qui en était à sa première apparition au niveau senior, connurent une excellente saison au Grand Prix. Lors des championnats nationaux, Oda fut déclaré champion, mais sa médaille d'or lui fut enlevée lors qu'une erreur du système de pointage fut trouvée. Takahashi eut la médaille d'or à la place. La fédération japonaise de patinage a décidé de partager les assignations pour les Jeux olympiques et les championnats du monde. Takahashi a obtenu les Jeux et Oda fut envoyé aux championnats du monde. Lors des Jeux olympiques, Takahashi était en bonne position pour obtenir une médaille, mais un mauvais programme long le relégua en huitième place.

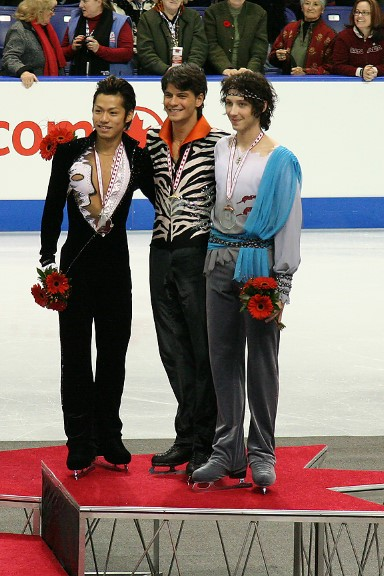
Gauche à droite Daisuke Takahashi, Stéphane Lambiel et Johnny Weir à Skate Canada 2006.

La saison suivante, Takahashi a obtenu la médaille d'argent à Skate Canada et l'or au Trophée NHK. Il put se qualifier pour la Finale du Grand Prix où il se classa deuxième, bien qu'il ait patiné en étant malade. Il gagna pour une deuxième année d'affilée le titre national. Il gagna également l'Universiade d'hiver. Aux championnats du monde 2007, il a fait la performance de sa vie devant son public au Japon et il remporta la médaille d'argent. C'est la première médaille d'argent qu'un patineur japonais remporte aux championnats du monde.
La saison 2007-2008 connut un excellent départ, alors que Takahashi a remporté ses compétitions de Grand Prix et termina deuxième à la Finale du Grand Prix ISU. Il remporta également son troisième titre national d'affilée. Aux championnats des Quatre continents, Takahashi a gagné la compétition en établissant de nouveaux records de pointage pour un programme libre et pour un score total. Les records précédents étaient détenu par Evgeny Plushenko lors des Jeux olympiques 2006. Considéré comme un favori pour les championnats du monde, Takahashi termina en 4e place après un programme libre décevant.
Pour la saison 2008/2009, Takahashi devait participer à la compétition en Coupe de Chine et au Trophée NHK. Il dut déclarer forfait pour la Coupe de Chine à la suite d'une blessure au genou qu'il s'est faite lors d'une séance d'entraînement. Par la suite, il fut annoncé que Takahashi devait subir une opération au genou et qu'il manquerait toute la saison 2008/2009.
En avril 2012, il bat le record du monde (détenu par Patrick Chan 93,02 pts) avec 94,00 points sur son programme court.
Takahashi participe à partir de 2020 à la danse sur glace avec Kana Muramoto. Les deux athlètes annoncent la fin de leur carrière sportive le 1er mai 2023.

#### Changement d'entraîneurs
Étudiant à l'Université du Kansai, Takahashi partagea son temps entre Osaka pour s'entraîner avec Utako Nagamitsu et Hackensack (New Jersey) pour travailler avec Nikolai Morozov. En mai 2008, Takahashi a annoncé qu'il ne travaillerait plus avec Morozov (jusqu'en juin 2012) vu que celui-ci va entraîner son rival Nobunari Oda.

## Programmes
| Saison  | Programme court | Programme libre | Programme d'exhibition |
| ------- | --- | --- | --- |
| 2018/19 | The Sheltering Sky par Ryuichi Sakamoto choreo. par David Wilson | - Prélude Ut dièse mineur par Sergei Rachmaninoff - Pale Green Ghosts par John Grant arrangé par Fiona Brice avec l'Orchestre Philharmonique de la BBCchoreo. par Benoît Richaud | Krone composé par Hiroyuki Sawano arrangé par Kenzie Smith Piano issu de l'anime Guilty Crown choreo. par Kenji Miyamoto                                                                     |
| 2013/14 | Sonatina for Violin in C-sharp minor par Mamoru Samuragochi crédité lors des Jeux Olympiques comme "Inconnu"                                                                                         | Beatles medley: - Yesterday - Come Together - In My Life - The Long and Winding Road par The Beatles - Friends and Lovers par George Martin                                      | Primavera Porteña par Quint Elle composé par Astor Piazzolla - Historia de un Amor par Pérez Prado - Que Rico El Mambo par Pérez Prado The Crisis par Ennio Morricone Kissing You par Desree |
| 2012/13 | Sonate au Clair de Lune par Ludwig van Beethoven - Rock'n'Roll medley (Hard Times) par Noble "Thin Man" Watts - The Stroll par Lawson Haggart Rockin' Band - Rudy's Rock par Bill Haley & The Comets | Pagliacci par Ruggero Leoncavallo | Primavera Porteña par Quint Elle composé par Astor Piazzolla Sweat par Snoop Dogg (David Guetta remix)                                                                                       |
| 2011/12 | In the Garden of Souls par Vas | Blues for Klook par Eddy Louiss | The Crisis par Ennio Morricone |
| 2010/11 | - Historia de un Amor par Pérez Prado - Que Rico El Mambo par Pérez Prado | - Invierno Porteño par Tango Siempre composé par Astor Piazzolla - Primavera Porteña par Tango Siempre                                                                           | La Valse d'Amélie (du film Le Fabuleux Destin d'Amélie Poulain) par Yann Tiersen |
| 2009/10 | Eye par Coba | La Strada par Nino Rota | Luv Letter par DJ Okawari |
| 2008/09 | n'a pas participé cette saison | n'a pas participé cette saison | n'a pas participé cette saison |
| 2007/08 | Le Lac des cygnes (version hip-hop) par Piotr Ilitch Tchaïkovski | Roméo et Juliette par Piotr Ilitch Tchaïkovski | Bachelorette par Björk |
| 2006/07 | Concerto pour violon en do majeur, op. 35 par Piotr Ilitch Tchaïkovski | The Phantom of the Opera par Andrew Lloyd Webber | El Tango de Roxanne du film Moulin Rouge par Mariano Mores |
| 2005/06 | El Tango de Roxanne du film Moulin Rouge par Mariano Mores | Concerto pour piano nº 2 par Sergueï Rachmaninov | Nocturne par Secret Garden |
| 2004/05 | La Danse du sabre par Aram Khatchatourian | Concerto d'Aranjuez par Joaquín Rodrigo | Nocturne par Secret Garden |
| 2003/04 | Nyah du film Mission Impossible 2 par Hans Zimmer | Rhapsodie sur un thème de Paganini par Sergueï Rachmaninov | Desert Rose par Sting & Cheb Mami |
| 2002/03 | Symphonie nº 4 de Glass par Philip Glass | Bande originale de Star Wars, épisode II : L'Attaque des clones par John Williams                                                                                                | What a Wonderful World par Joey Ramone |
| 2001/02 | West Side Story par Leonard Bernstein | Concerto pour violon n°1 en sol mineur op. 26 par Max Bruch | Maria de West Side Story par Leonard Bernstein |

## Palmarès

### En individuel
| Compétition/Saison                                                                  | 2002    | 2003    | 2004    | 2005    | 2006    | 2007    | 2008    | 2009    | 2010    | 2011    | 2012    | 2013    | 2014    | ... | 2019    | 2020    |  |  |  |
| Jeux olympiques d'hiver                                                             |         |         |         |         | 8e      |         |         |         | 3e      |         |         |         | 6e      |     |         |         |  |  |  |
| Championnats du monde                                                               |         |         | 11e     | 15e     |         | 2e      | 4e      |         | 1er     | 5e      | 2e      | 6e      |         |     |         | CA      |  |  |  |
| Quatre continents                                                                   |         | 13e     | 6e      | 3e      | F       | F       | 1er     |         | F       | 1er     | 2e      | 7e      |         |     |         |         |  |  |  |
| Championnats du Japon                                                               | 5e      | 4e      | 3e      | 6e      | 1er     | 1er     | 1er     | F       | 1er     | 3e      | 1er     | 2e      | 5e      |     | 2e      | 12e     |  |  |  |
| Championnats du monde juniors                                                       | 1er     |         |         |         |         |         |         |         |         |         |         |         |         |     |         |         |  |  |  |
|                                                                                     |         |         |         |         |         |         |         |         |         |         |         |         |         |     |         |         |  |  |  |
| Grand Prix ISU                                                                      | 2001/02 | 2002/03 | 2003/04 | 2004/05 | 2005/06 | 2006/07 | 2007/08 | 2008/09 | 2009/10 | 2010/11 | 2011/12 | 2012/13 | 2013/14 | ... | 2018/19 | 2019/20 |  |  |  |
| Finale du Grand Prix                                                                |         |         |         |         | 3e      | 2e      | 2e      |         | 5e      | 4e      | 2e      | 1er     | F       |     |         |         |  |  |  |
| Skate America                                                                       |         |         |         |         | 1er     |         | 1er     |         |         | 1er     |         |         | 4e      |     |         |         |  |  |  |
| Skate Canada                                                                        |         |         | 7e      |         |         | 2e      |         |         | 2e      |         | 3e      |         |         |     |         |         |  |  |  |
| Coupe d'Allemagne                                                                   |         | 11e     |         |         |         |         |         |         |         |         |         |         |         |     |         |         |  |  |  |
| Coupe de Chine                                                                      |         |         |         |         |         |         |         |         |         |         |         | 2e      |         |     |         |         |  |  |  |
| Trophée de France                                                                   |         |         | 5e      | 11e     |         |         |         |         |         |         |         |         |         |     |         |         |  |  |  |
| Trophée NHK                                                                         |         | 8e      |         |         | 3e      | 1er     | 1er     |         | 4e      | 1er     | 1er     | 2e      | 1er     |     |         |         |  |  |  |
| Légende : F = Forfait ; CA = Compétition annulée à cause de la pandémie de Covid-19 |         |         |         |         |         |         |         |         |         |         |         |         |         |     |         |         |  |  |  |

### En danse sur glace
Avec sa partenaire Kana Muramoto
| Compétition/Saison                                                    | 2021    | 2022    | 2023    |  |  |  |  |  |  |  |  |  |  |  |  |  |  |  |  |
| Jeux olympiques d'hiver                                               |         |         |         |  |  |  |  |  |  |  |  |  |  |  |  |  |  |  |  |
| Championnats du monde                                                 |         | 16e     | 11e     |  |  |  |  |  |  |  |  |  |  |  |  |  |  |  |  |
| Quatre continents                                                     | CA      | 2e      | 9e      |  |  |  |  |  |  |  |  |  |  |  |  |  |  |  |  |
| Championnats du Japon                                                 | 2e      | 2e      | 1er     |  |  |  |  |  |  |  |  |  |  |  |  |  |  |  |  |
|                                                                       |         |         |         |  |  |  |  |  |  |  |  |  |  |  |  |  |  |  |  |
| Grand Prix ISU                                                        | 2020/21 | 2021/22 | 2022/23 |  |  |  |  |  |  |  |  |  |  |  |  |  |  |  |  |
| Skate America                                                         |         |         | 6e      |  |  |  |  |  |  |  |  |  |  |  |  |  |  |  |  |
| Trophée NHK                                                           | 3e      | 6e      | 6e      |  |  |  |  |  |  |  |  |  |  |  |  |  |  |  |  |
| Légende : CA = Compétition annulée à cause de la pandémie de Covid-19 |         |         |         |  |  |  |  |  |  |  |  |  |  |  |  |  |  |  |  |